# イアン・シャファー
イアン・シャファー（Ian Schaffa、1978年1月23日 - ）は、オーストラリアの男性総合格闘家、キックボクサー。ニューサウスウェールズ州シドニー出身。チーム・シャファー所属。空手黒帯。
中量級屈指のラッシングパワーが持ち味でそのスタイルから「豪州のマシンガン」「豪州のハリケーン」と呼ばれている。

## 来歴
空手の先生である父を持ち、極真空手、柔術、キックボクシングを学び1998年に総合格闘技デビュー。
2000年12月、プロボクシングデビュー。
2005年3月26日、初参戦となったHERO'Sで宮田和幸と対戦し、2-1の判定勝ち。
2005年7月6日、HERO'Sで山本"KID"徳郁と対戦。1R中盤まではパンチのラッシュで追い込んだが、3Rにスタンドパンチ連打でTKO負け。
2005年10月12日、K-1初参戦となったK-1 WORLD MAX 2005で新田明臣と対戦し、1Rにパンチで2度のダウンを奪うなどして判定勝ち。
2006年9月4日、K-1 WORLD MAX 2006で須藤元気と対戦し、右上段後ろ回し蹴りでKO勝ち。
2008年5月18日、戦極初参戦となった戦極 〜第二陣〜で北岡悟と対戦し、開始50秒フロントチョークで一本負け。

## 人物・エピソード
- 胸から背中にかけて漢字の刺青を多数（「義」「勇」「仁」「礼」「真」など）いれている。
- 謙虚で礼儀正しい性格である。壮絶なノックアウトを果たした須藤元気戦後も、彼と肩を組み会い、共に万国旗を広げるパフォーマンスを行った。

## 戦績

### 総合格闘技
| 総合格闘技 戦績 | 総合格闘技 戦績 | 総合格闘技 戦績 | 総合格闘技 戦績 | 総合格闘技 戦績 | 総合格闘技 戦績 | 総合格闘技 戦績 |
| --------------- | --------------- | --------------- | --------------- | --------------- | --------------- | --------------- |
| 17 試合         | (T)KO           | 一本            | 判定            | その他          | 引き分け        | 無効試合        |
| 7 勝            | 2               | 2               | 3               | 0               | 2               | 0               |
| 8 敗            | 3               | 3               | 2               | 0               | 2               | 0               |

| 勝敗 | 対戦相手                 | 試合結果                          | 大会名 | 開催年月日     |
| ×    | ジャイ・ブラッドニー     | 1R 4:16 TKO（パンチ連打）         | Cage Fighting Championships 14                                                                                | 2010年6月5日   |
| ×    | ブライアン・エバーソール | 2R 2:34 肩固め                    | Xtreme MMA 1 【XMMA世界ウェルター級王座決定戦】                                                               | 2009年12月20日 |
| ×    | ロブ・ヒル               | 3R終了 判定0-3                    | Cage Fighting Championships 6: Eliminator                                                                     | 2008年11月7日  |
| ×    | 北岡悟                   | 1R 0:50 フロントチョーク          | 戦極 〜第二陣〜                                                                                               | 2008年5月18日  |
| ×    | 宮田和幸                 | 1R 0:49 TKO（パウンド）           | HERO'S 2006 ミドル&ライトヘビー級世界最強王者決定トーナメント決勝戦 【ミドル級トーナメント リザーブファイト】 | 2006年10月9日  |
| ○    | キム・ドヒョン           | 5分3R終了 判定3-0                 | XPLOSION SUPER FIGHT SYDNEY                                                                                   | 2006年8月18日  |
| ×    | 山本"KID"徳郁            | 3R 1:23 TKO（スタンドパンチ連打） | HERO'S 2005 ミドル級世界最強王者決定トーナメント開幕戦                                                        | 2005年7月6日   |
| ○    | 宮田和幸                 | 5分3R終了 判定2-1                 | HERO'S | 2005年3月26日  |
| △    | 後藤龍治                 | 4R終了 引き分け                   | XPLOSION SUPER FIGHT 2004 〜K-1 CHALLENGE〜 【K-1＆総合MIXルール】                                            | 2004年12月18日 |
| ○    | スコット・ベンセン       | 5分3R終了 判定3-0                 | WARRIORS REALM 1                                                                                              | 2004年9月3日   |
| ○    | マット・ジョンソン       | 1R 肩固め                         | XFC 5: When Worlds Collide                                                                                    | 2004年8月13日  |
| ○    | ブランドン・ベル         | 1R 1:05 チョークスリーパー        | XFC: Xtreme Fight Club 【XFCライト級王座決定戦】                                                              | 2004年1月31日  |
| ×    | 中山巧                   | 5分2R終了 判定0-3                 | 修斗 SHOOTO TO THE TOP                                                                                        | 2001年3月21日  |
| △    | 桑原卓也                 | 5分3R終了 判定1-1                 | 修斗 R.E.A.D.                                                                                                 | 2000年5月22日  |
| ○    | ジェームス・タン         | KO                                | Ultimate Experience 2                                                                                         | 1999年8月15日  |
| ○    | バーニー・クック         | 2R 3:25 TKO                       | Shooto Australia                                                                                              | 1998年5月23日  |
| ×    | 宇野薫                   | 3R 3:13 腕ひしぎ十字固め          | 修斗 Las Grandes Viajes 3                                                                                     | 1998年5月13日  |

### キックボクシング
| キックボクシング 戦績 | キックボクシング 戦績 | キックボクシング 戦績 | キックボクシング 戦績 | キックボクシング 戦績 | キックボクシング 戦績 | キックボクシング 戦績 |
| --------------------- | --------------------- | --------------------- | --------------------- | --------------------- | --------------------- | --------------------- |
| 7 試合                | (T)KO                 | 判定                  | その他                | 引き分け              | 無効試合              |                       |
| 4 勝                  | 2                     | 2                     | 0                     | 0                     | 0                     |                       |
| 3 敗                  | 0                     | 3                     | 0                     | 0                     | 0                     |                       |

| 勝敗 | 対戦相手   | 試合結果                  | 大会名                                          | 開催年月日     |
| ×    | 丸山準一   | 3R終了 判定1-2            | PROUD WARRIOR PRODUCTION【K-1ルール】           | 2009年7月4日   |
| ○    | トム・レロ | 1R KO                     | Standing Alone                                  | 2009年5月9日   |
| ○    | 尾崎圭司   | 3R終了 判定3-0            | K-1 WORLD MAX 2007 〜世界最終選抜〜             | 2007年4月4日   |
| ○    | 須藤元気   | 2R 0:59 TKO（パンチ連打） | K-1 WORLD MAX 2006 〜世界王者対抗戦〜           | 2006年9月4日   |
| ×    | 宍戸大樹   | 5R終了 判定0-3            | SHOOT BOXING 2006 NEO ΟΡΘΡΟΖ Series 3rd         | 2006年5月26日  |
| ×    | 魔裟斗     | 3R終了 判定0-3            | K-1 WORLD MAX 2006 〜日本代表決定トーナメント〜 | 2006年2月4日   |
| ○    | 新田明臣   | 3R終了 判定3-0            | K-1 WORLD MAX 2005 〜世界王者対抗戦〜           | 2005年10月12日 |

### プロボクシング
- 14戦8勝4敗2分

## 獲得タイトル
- XFCライト級王座（2004年）